# أديل رولاند
أديل رولاند (بالإنجليزية: Adele Rowland) هي ممثلة أمريكية، ولدت في 10 يوليو 1883، وتوفيت في 8 أغسطس 1971.

## وصلات خارجية
- أديل رولاند على موقع IMDb (الإنجليزية)
- أديل رولاند على موقع قاعدة بيانات برودواي على الإنترنت (الإنجليزية)
- أديل رولاند على موقع ديسكوغز (الإنجليزية)